# 44 Montgomery Street
44 Montgomery Street je mrakodrap v centru kalifornského města San Francisco. Má 43 pater a výšku 172 metrů, je tak 11. nejvyšší mrakodrap ve městě. Výstavba probíhala v letech 1966–1967 a za designem budovy stojí John Graham and Associates. V budově se nachází kancelářské prostory, které obsluhuje 18 výtahů.